# Heudebouville
Heudebouville é uma comuna francesa na região administrativa da Normandia, no departamento de Eure. Estende-se por uma área de 9,29 km². Em 2010 a comuna tinha 799 habitantes (densidade: 86 hab./km²).